# Шовен, Ив
Ив Шове́н (фр. Yves Chauvin, 10 октября 1930, Менен — 28 января 2015, Тур) — французский химик, лауреат Нобелевской премии по химии 2005 года.
Член Французской академии наук (2005; член-корреспондент с 1996).

## Биография
Ив Шовен родился в Бельгии, откуда его родители переехали во французский город Тур в 1939 году. В 1954 году он закончил Лионскую Высшую школу физики, химии и электроники. В 2005 году Шовену была наряду с американцами Робертом Граббсом и Ричардом Шроком присуждена Нобелевская премия «за вклад в развитие метода метатезиса в органическом синтезе». Исследования метатезиса олефинов проводились Шовеном в 1970-е годы. Ив Шовен, несмотря на первоначальное заявление о возможном отказе от награды, всё же принял её. 

Примечательно, что он в 1990 году впервые применил ионные жидкости для двухфазового катализа.
Шовен являлся почётным научным директором Французского нефтяного института. В 2005 году он был удостоен ордена «За заслуги».